# Agnetina elegantula
Agnetina elegantula és una espècie d'insecte plecòpter pertanyent a la família dels pèrlids present a les illes Britàniques, Àustria i Hongria (riu Raba).